# هاينريش شميد
هاينريش شميد (بالإنجليزية: Heinrich Schmid)‏ (و. 1921 – 1999 م) هو لغوي، وأستاذ جامعي سويسري، ولد في زيورخ، توفي في زيورخ، عن عمر يناهز 78 عاماً.

## التعليم
تعلم في جامعة زيورخ.